# 김제향교 대성전
김제향교 대성전(金堤鄕校 大成殿)은 대한민국 전북특별자치도 김제시, 김제향교에 있는 건축물이다. 1971년 12월 2일 전북특별자치도의 유형문화재 제9호로 지정되었다.

## 개요
향교란 공자를 비롯한 여러 성현께 제사지내고, 지방 백성들의 교육과 교화를 담당했던 국립교육기관을 가리킨다.
김제향교는 조선 태종 4년(1404)에 세웠고 정유재란(1597)으로 불탄 것을 인조 13년(1635)에 다시 지었는데 그 뒤에도 몇 차례의 수리가 있었다.
앞면 3칸·옆면 2칸의 규모이며, 지붕은 옆면에서 볼 때 사람 인(人)자 모양을 한 맞배지붕이다. 앞면에 사당건축에서 흔히 볼 수 있는 앞과 옆이 트인 퇴칸을 두었고 몸채쪽에는 문을 달았다. 중앙칸의 가운데에 2짝의 문을 달고 양쪽 기둥에는 골판벽을 끼웠다. 양 끝칸에는 1짝씩 문을 달고 그 옆 공간에도 골판벽을 끼워 특이한 앞면의 모습을 보이고 있다. 특히 양쪽 끝에 있는 기둥에는 건물 옆면쪽으로 지겟다리 모양의 굽은 버팀목을 기둥 중간에 박았는데, 그 형태가 장수향교의 대성전(보물 제272호)과 같다. 지붕 처마를 받치기 위해 장식하여 만든 공포는 기둥 위에만 있는 주심포 양식이다.
조선시대에는 국가로부터 토지와 노비·책 등을 지급받아 운영되었으며, 현재 교육 기능은 없어지고 제사 기능만 남아있다.

## 사진

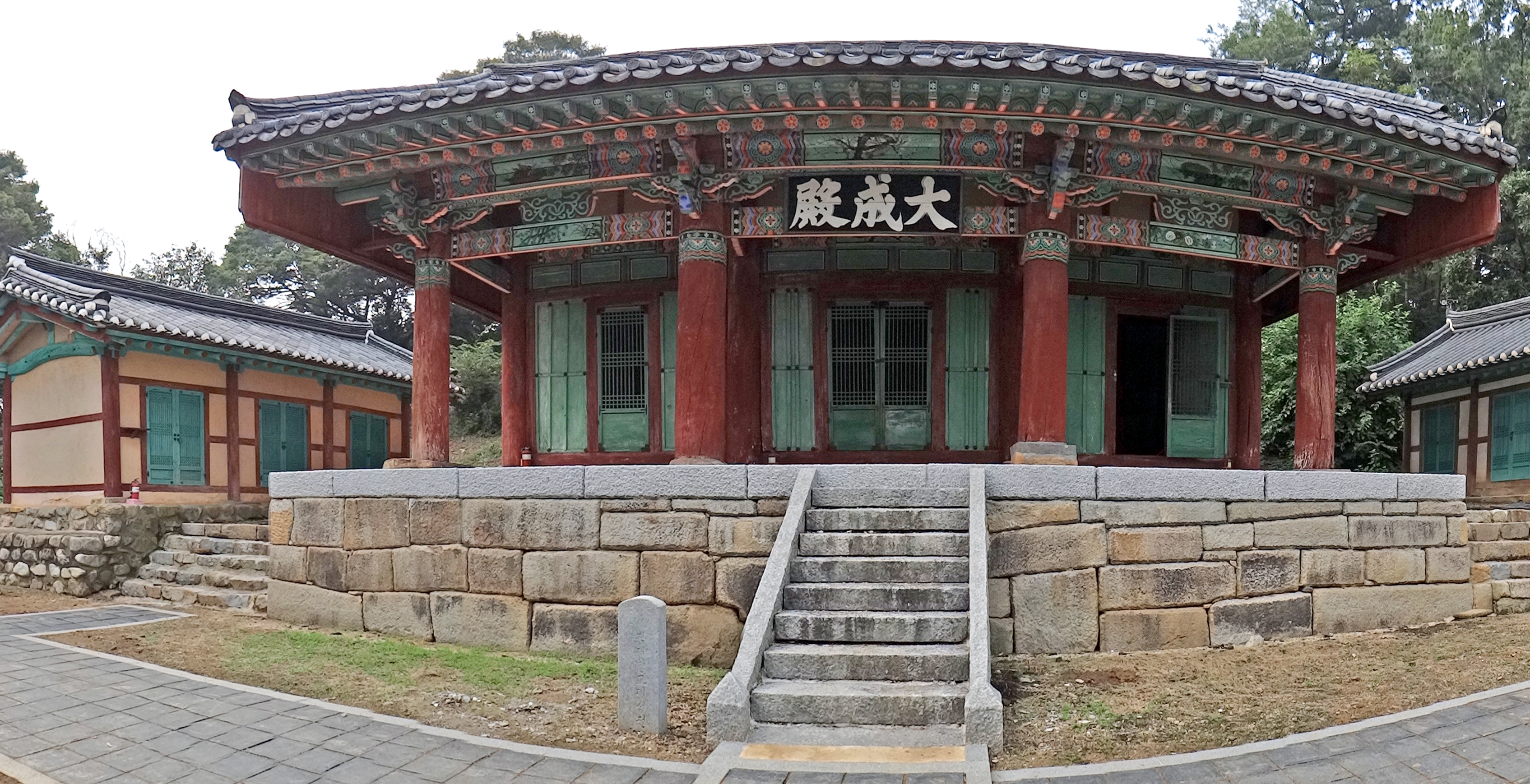
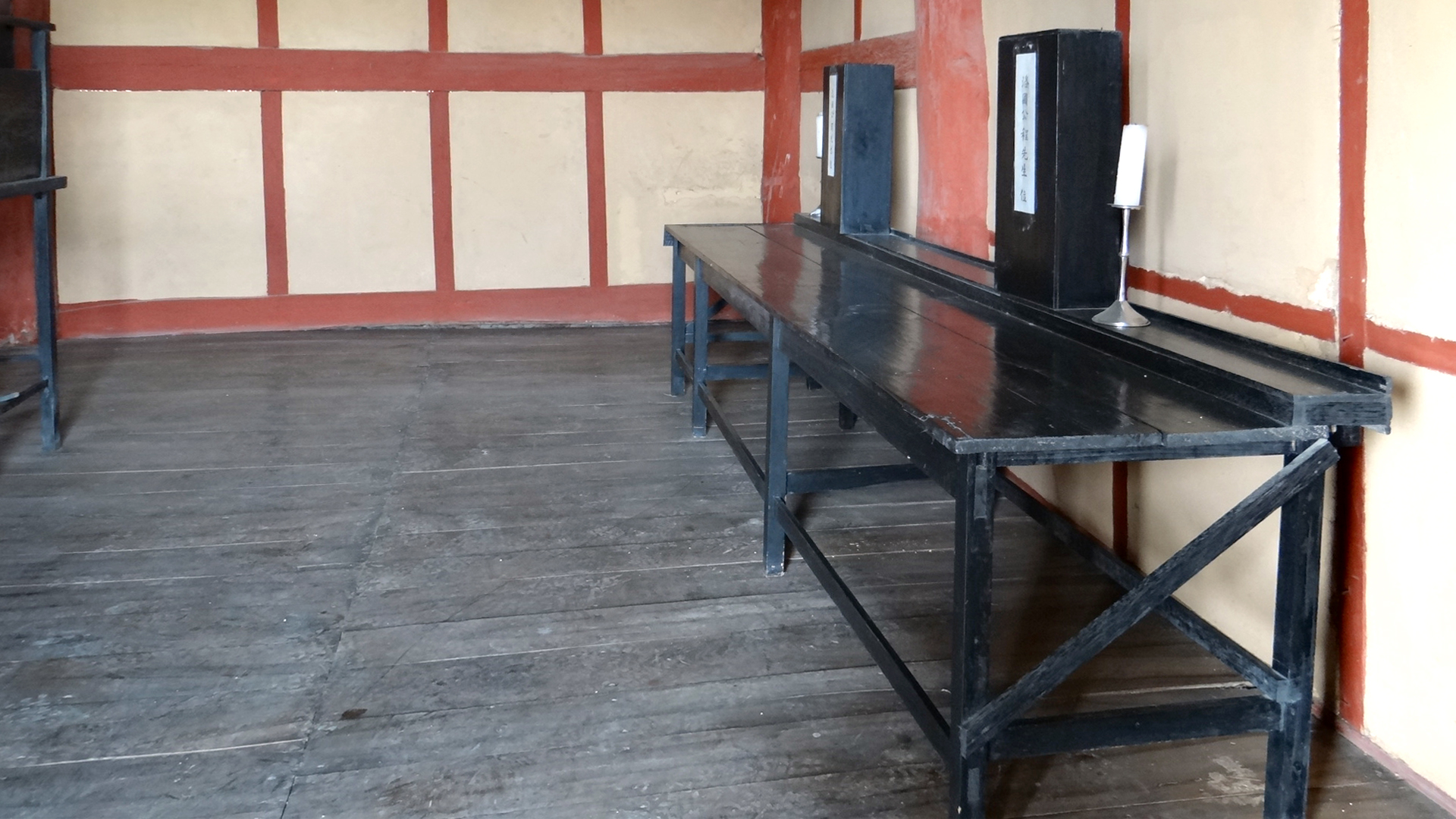
내부
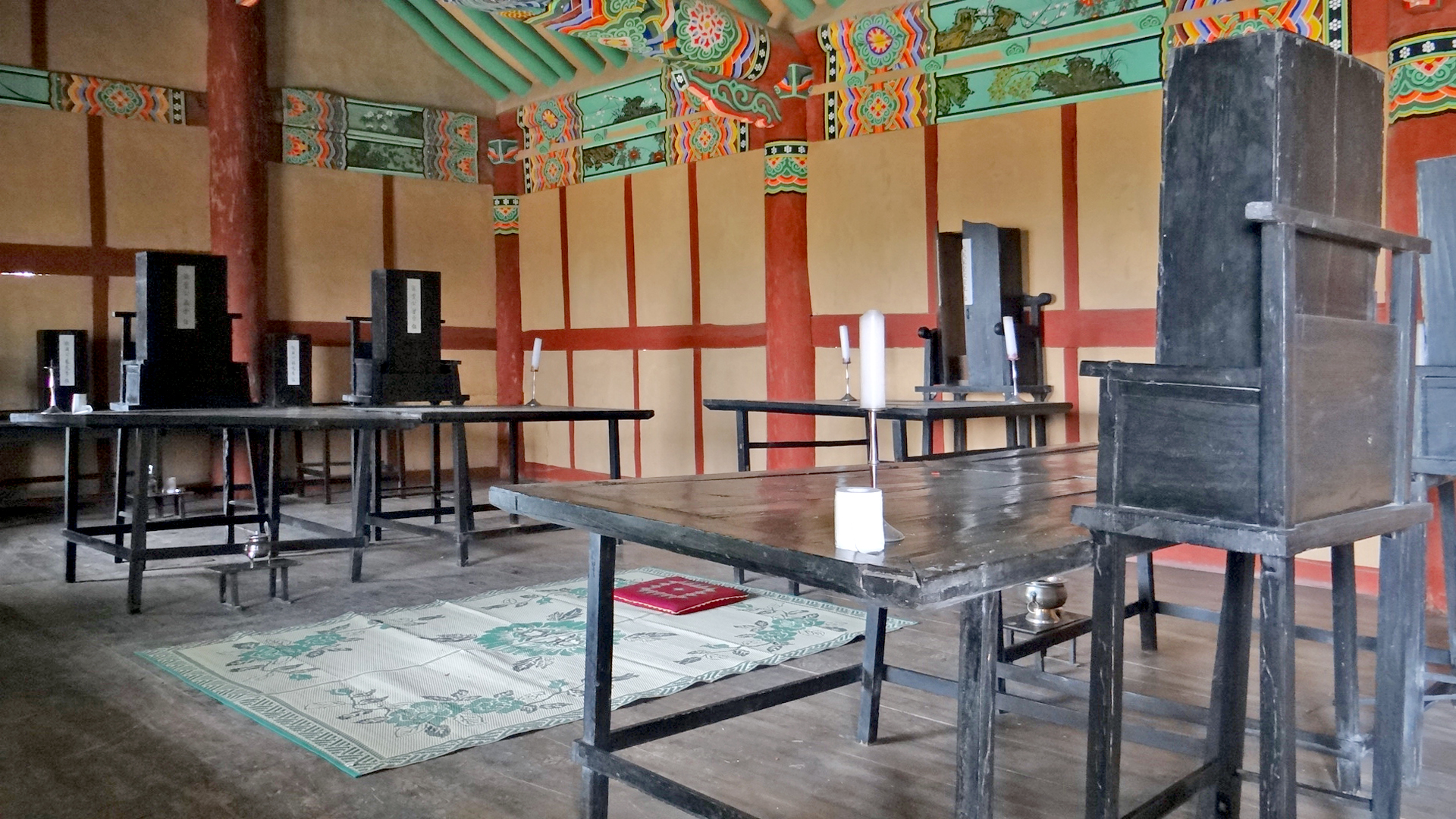
내부
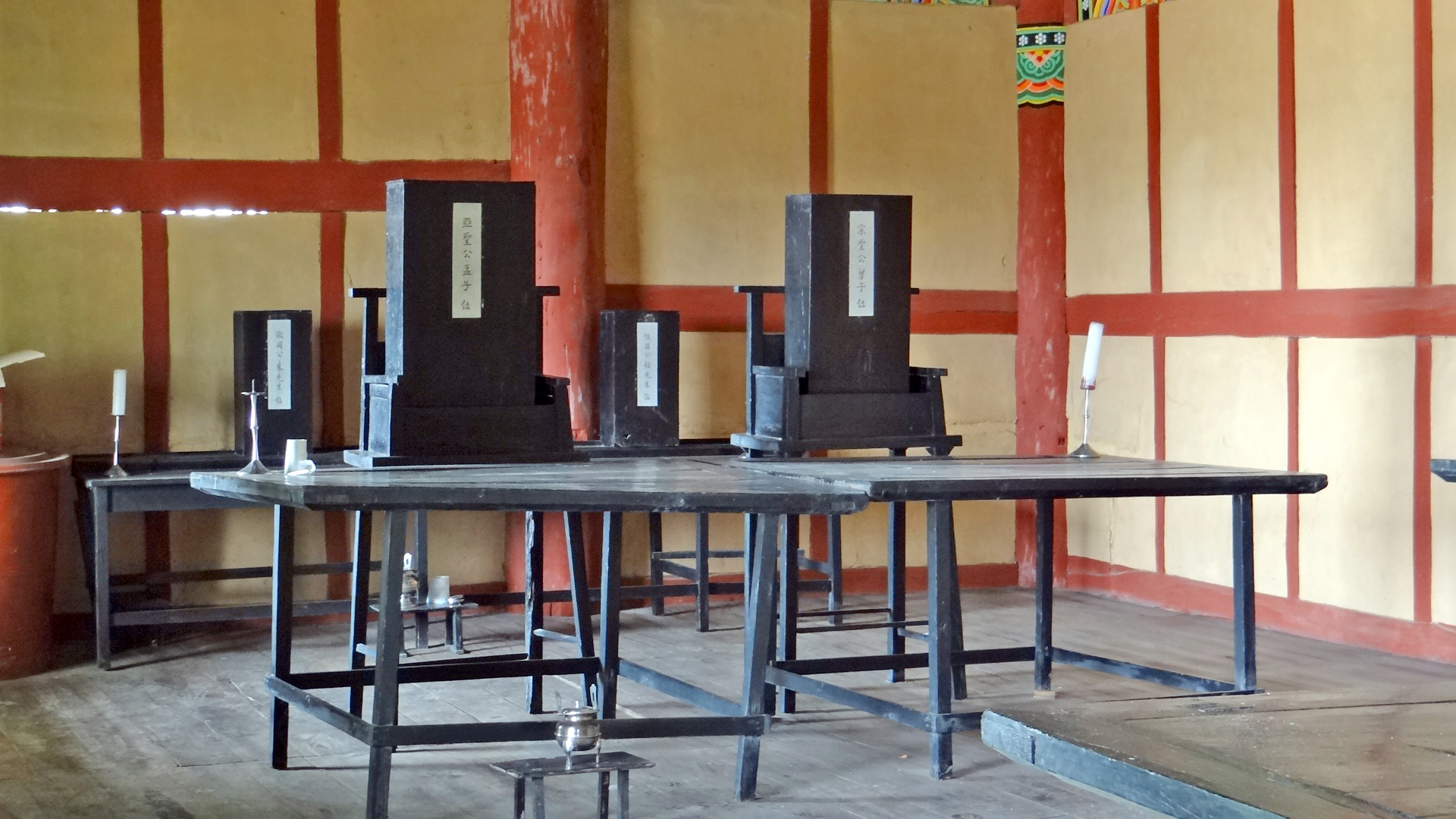
내부
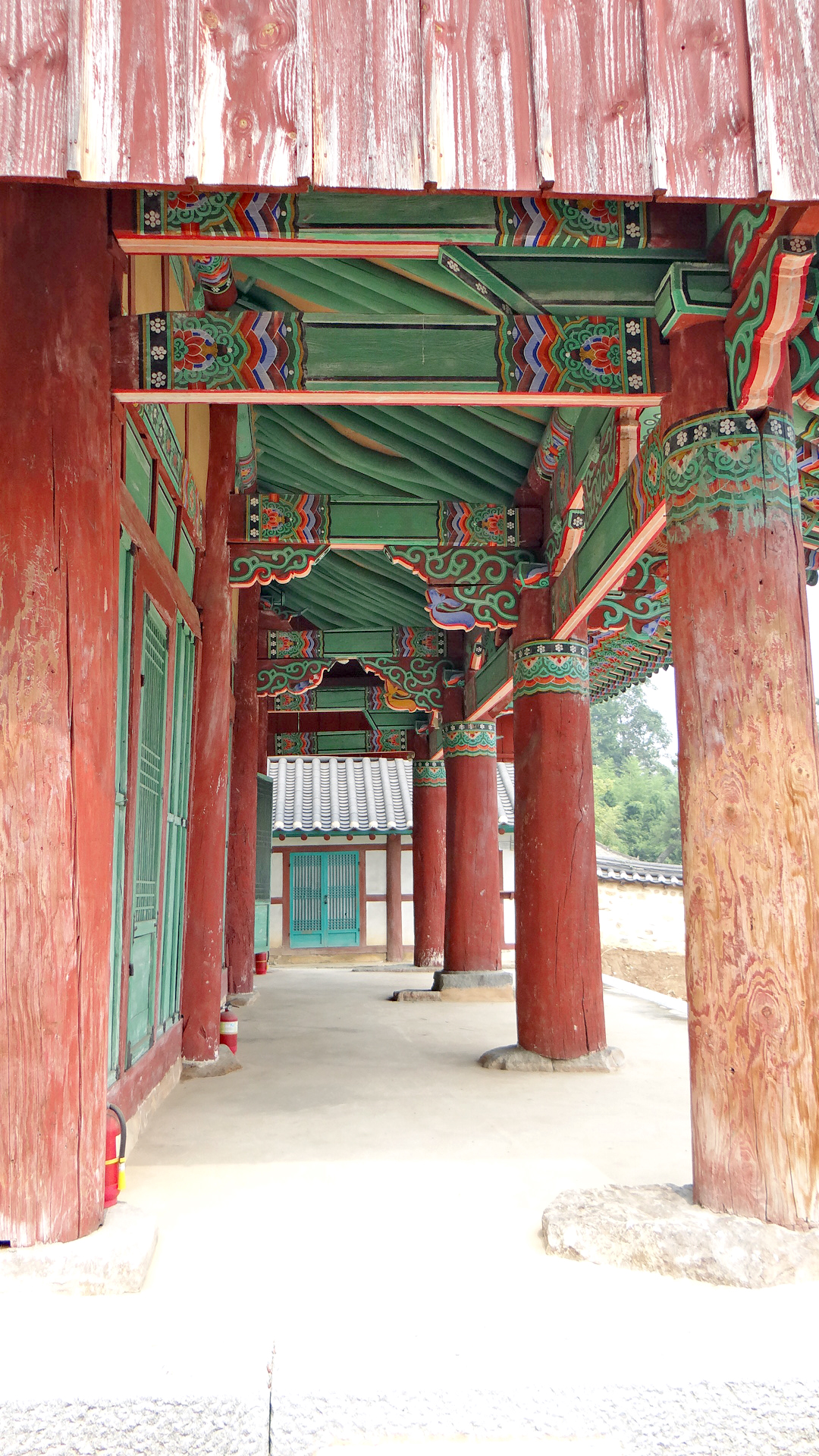

## 참고 자료
- 김제향교대성전 - 국가유산청 국가유산포털